# جامعة مؤتة
جامعة مؤتة (بالإنجليزية: Mutah University)، جامعة أردنية تقع في بلدة مؤتة في محافظة الكرك، تبعد 135 كم جنوب العاصمة الأردنية عمان و12 كم عن قلعة الكرك الأثرية. جرى إنشاء الجامعة بقرار ملكي عام 1981، وهي جامعة ذات شقين، مدني وعسكري. باشر الجناح العسكري أعماله في عام 1984، وفي عام 1986 قرر مجلس التعليم العالي إنشاء الجناح المدني فيها.
تبلغ مساحة الجامعة في موقعها الرئيسي 400 دونم، وتضم 15 كلية، منها 8 كليات علمية هي: العلوم والهندسة والطب والصيدلة و طب الأسنان والتمريض وتكنولوجيا المعلومات والزراعة، و7 كليات إنسانية هي: الآداب والأعمال والحقوق والشريعة والعلوم الاجتماعية والعلوم التربوية وعلوم الرياضة، وكلية للدارسات العليا، بالإضافة لعمادتين، هما: عمادة البحث العلمي، وعمادة شؤون الطلبة، وتطرح الجامعة 105 برنامجًا أكاديميًا، منها 53 برنامجًا على مستوى البكالوريوس، و42 برنامجًا على مستوى الماجستير، و9 برامج على مستوى الدكتوراه، وبرنامجًا واحدًا على مستوى الدبلوم العالي.

## كليات الجناح المدني
بالإضافة إلى الكلية العسكرية، تنقسم جامعة مؤتة إلى 15 كلية رئيسية كما يلي:

### كلية الزراعة
تأسست عام 1994 في مدينة الربة، على بعد حوالي 125 كم من عمّان. تضم الكلية الأقسام التالية: الإنتاج النباتي (1994)، الإنتاج الحيواني (1996)، التغذية والتصنيع الغذائي (2002)، والوقاية (2010). تمنح الكلية درجة البكالوريوس في الإنتاج النباتي، الإنتاج الحيواني، والتغذية والتصنيع الغذائي، بالإضافة إلى درجة الماجستير في الإنتاج النباتي.

### كلية الآداب

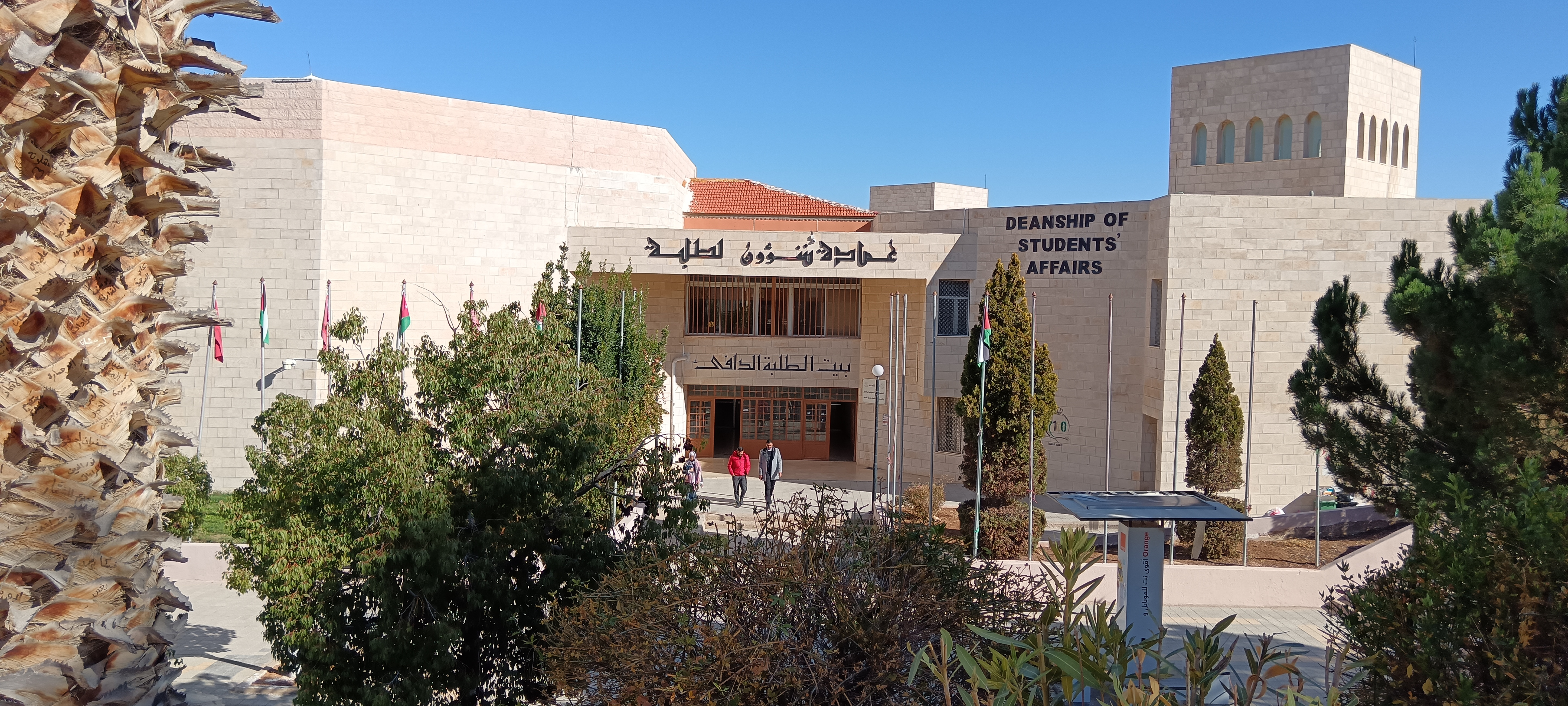

تأسست في البداية كجزء من وحدة العلوم الإنسانية عام 1984، حيث كانت تضم خمسة أقسام: اللغة العربية، اللغة الإنجليزية، التاريخ، الجغرافيا، والتربية. في عام 1990، أُعيد تشكيلها لتصبح كلية الآداب وتضم سبعة أقسام. في عام 1999، أصبحت الشريعة كلية مستقلة، وفي 2004 تم نقل أقسام التاريخ، الجغرافيا، علم الاجتماع، والآثار والسياحة إلى كلية العلوم الاجتماعية. في 2005، أُضيف قسم اللغات الأوروبية، ليصبح للكلية ثلاثة أقسام: اللغة العربية، اللغة الإنجليزية، واللغات الأوروبية. تمنح الكلية درجة البكالوريوس في هذه الأقسام، بالإضافة إلى برامج دراسات عُليا (الماجستير والدكتوراه).

### كلية إدارة الأعمال
تأسست كلية إدارة الأعمال عام 1991 وأُعيد هيكلتها في 2004. تضم الكلية ستة تخصصات: المحاسبة، الإدارة العامة، إدارة الأعمال والتسويق، اقتصاديات المال والأعمال، نظم المعلومات الإدارية، والعلوم المالية والمصرفية. تمنح الكلية درجات البكالوريوس في هذه التخصصات والماجستير في الإدارة العامة، الاقتصاد، وإدارة الأعمال. حصل برنامج إدارة الأعمال على جائزة صندوق الحسين للإبداع عام 2005. الكلية تضم 51 عضو هيئة تدريس و2012 طالباً، وتنظم مؤتمرات وندوات علمية، وتشارك في تدريب موظفي القطاع العام.

### كلية العلوم التربوية
تأسست كلية العلوم التربوية في 1991، وتضم ثلاثة أقسام: المناهج والتدريس، الأصول والإدارة التربوية، والإرشاد والتربية الخاصة. تمنح الكلية درجات البكالوريوس في عدة تخصصات تربوية، ودبلوم عام، وماجستير في مجالات تدريس وتخصصات إرشاد نفسي وتربوي. تضم الكلية 54 عضو هيئة تدريس و8 مشرفين للتربية العملية، وتنظم موسماً ثقافياً سنوياً. كما تتعاون مع مؤسسات المجتمع المحلي في مجالات التدريب والمشاركة التربوية.

### كلية العلوم الإنسانية والاجتماعية
تأسست كلية العلوم الاجتماعية في 2004 وتضم خمسة أقسام أكاديمية تمنح درجات البكالوريوس والماجستير والدكتوراه. تهدف الكلية إلى تزويد الطلاب بالمعرفة الأساسية وتنمية قدراتهم الفكرية وفقاً للتطورات العالمية. ترتبط الأنشطة التعليمية والبحثية بالقضايا المعاصرة، ويتم تحديث الخطط الدراسية باستمرار. كما تسعى الكلية إلى تأهيل خريجين قادرين على تلبية احتياجات المجتمع المحلي من خلال التعليم والبحث العلمي.
يتواجد في الكلية 55 عضو هيئة تدريس و1137 طالباً. الأقسام الأكاديمية تشمل علم الاجتماع، التاريخ، الجغرافيا، العلوم السياسية، والآثار والسياحة، وتمنح درجات بكالوريوس، ماجستير، ودكتوراه في التخصصات المختلفة. 

### كلية الهندسة

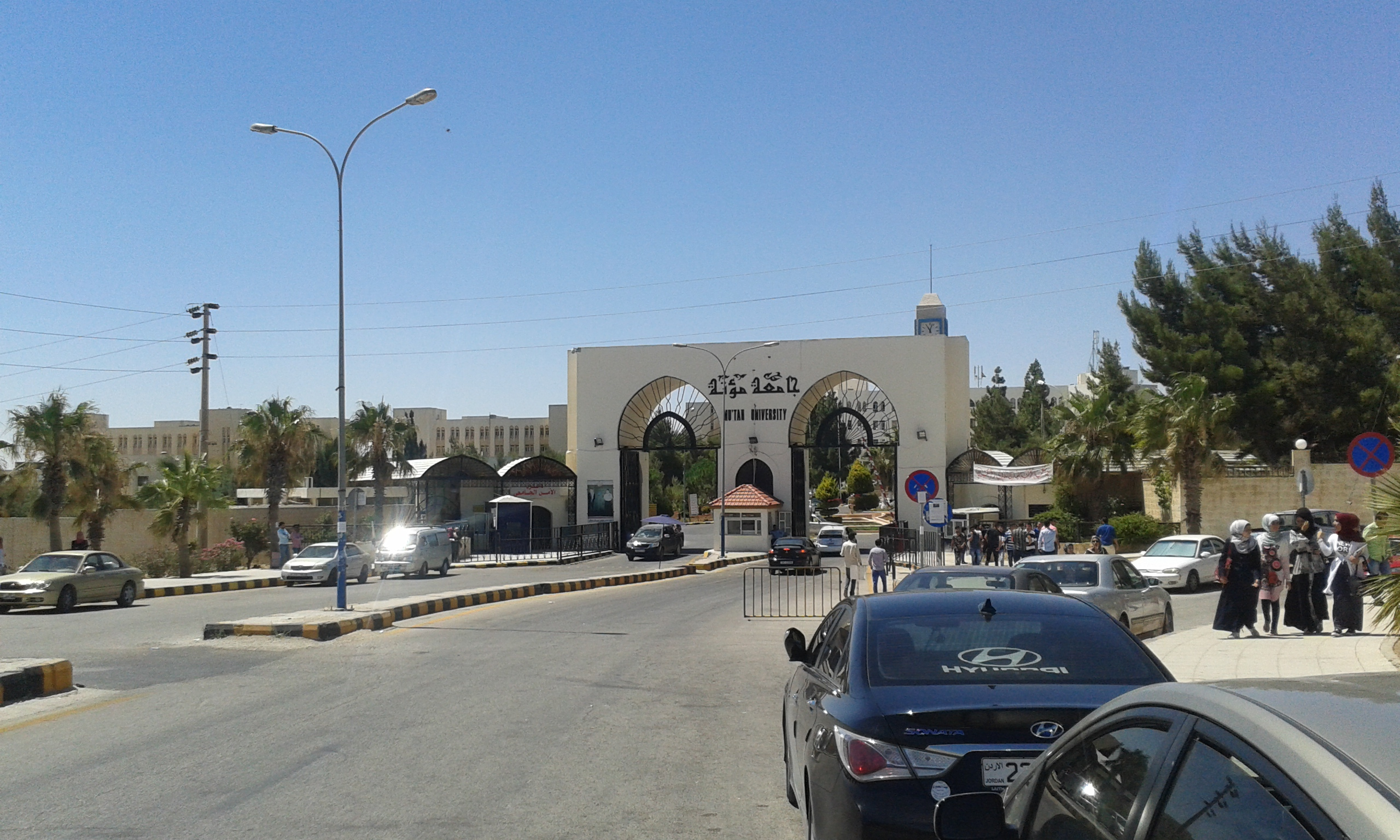

تأسست كلية الهندسة عام 1984، وبدأت بتدريس أربعة أعضاء هيئة تدريس. اليوم، تضم الكلية أكثر من 69 عضو هيئة تدريس وتخدم أكثر من 1200 طالب في خمسة تخصصات هندسية. تمنح الكلية درجة البكالوريوس في الهندسة الكهربائية، الميكانيكية، المدنية، الكيماوية وهندسة الكمبيوتر مع 166 ساعة معتمدة وبرنامج تدريب عملي مدته 12 أسبوعًا.
تسعى الكلية لخدمة المجتمع المحلي من خلال دورات تدريبية ومختبرات مجهزة بأحدث التقنيات، إضافة إلى مراكز أبحاث تخدم منطقة الجنوب والأردن.

### كلية الحقوق
تأسست كلية الحقوق عام 1991 بموجب قرار مجلس التعليم العالي، وتضم قسمين: قسم القانون الخاص وقسم القانون العام. بدأ عدد أعضاء الهيئة التدريسية بـ 12 عضوًا، وزاد إلى 20 عضوًا في 2007. كما بدأ عدد الطلاب بـ 65 طالبًا في 1991، ووصل إلى 756 طالبًا في البكالوريوس و168 في الماجستير في 2007.

### كلية الطب
أنشأت كلية الطب بجامعة مؤتة في عام 2001 برعاية ملكية من الملك عبد الله الثاني، لتلبية احتياجات التطور العلمي في المملكة، وخاصة في إقليم الجنوب. هدف الكلية هو تخريج كوادر طبية مؤهلة لتقديم خدمات صحية عالية. في عام 2007، تم تخريج الفوج الأول من طلبة الكلية. منذ إنشائها، دعمت الجامعة الكلية بتوفير كادر تدريسي متميز من خلال التعيينات والابتعاث إلى دول متعددة للحصول على الشهادات الأكاديمية. كما تم توسيع المبنى الحالي للكلية وتطوير قاعات تدريس جديدة لتلبية تزايد أعداد الطلاب. تشمل أهداف الكلية تخريج أطباء أكفاء، تطوير مهارات الأطباء المحليين، والمساهمة في تحسين الرعاية الصحية عبر التعاون مع وزارة الصحة والخدمات الطبية الملكية.

### كلية التمريض
تأسست كلية التمريض في جامعة مؤتة في 2 نوفمبر 1999 لتلبية احتياجات المجتمع المحلي في مجال التمريض. في 2002-2003 تم تعيين أول عميد للكلية وتشكيل مجلسها. تم تحديث الخطط الدراسية لجميع البرامج بداية من 2003-2004 بهدف تحسين مهارات الطلاب. تضم الكلية الأقسام التالية: أساسيات التمريض وصحة البالغين، تمريض صحة الأم والطفل، تمريض صحة المجتمع والصحة النفسية.

### كلية العلوم
تحوي كلية العلوم على عدة أقسام منها: تكنولوجيا المعلومات، الرياضيات، الأحياء، الفيزياء، الكيمياء، كلية الشريعة
تأسست كلية الشريعة في جامعة مؤتة عام 1999، بعد أن كان قسم الشريعة والدراسات الإسلامية تابعًا لكلية الآداب. تضم الكلية قسمين وتساهم في خدمة المجتمع من خلال المحاضرات والندوات الدينية والدورات التخصصية في علوم الشريعة. كما تتعاون مع مؤسسات علمية وأكاديمية وتنظم حلقات بحثية، مثل حلقة عن شيخ الإسلام ابن تيمية. تستقبل الكلية طلابًا من دول إسلامية وتعتني بدراستهم للغة العربية وعلوم الشريعة، مع التركيز على منهج الاعتدال والتسامح في الدعوة الإسلامية.

### كليه الصيدلة
تأسست كلية الصيدلة في الجناح المدني عام 2013، وتقدم التخصصات التالية: صيدلة صناعية، صيدلة إدارية

### كلية تكنولوجيا المعلومات
أنشئت كلية تكنولوجيا المعلومات مع بداية العام الجامعي 2016 امتدادًا لقسم الحاسوب الذي تم إنشاؤه عام 1984 تقدم الكلية درجة البكالوريوس للتخصصات: علم الحاسوب، نظم المعلومات الحاسوبية، هندسة البرمجيات وبرنامج الماجستير في علم الحاسوب.
كلية طب الأسنان
تأسست كلية طب الأسنان في جامعة مؤتة مع بداية العام الجامعي 2024 في المجمع القديم، حيث تم تجهيزها بأحدث التقنيات والمرافق المتطورة في مجال طب وجراحة الفم والأسنان. توفر الكلية مناهج تعليمية متقدمة وتضم أعضاء هيئة تدريسية وفنيين وإداريين ذوي كفاءة عالية. تمنح الكلية درجة البكالوريوس في تخصص دكتور في طب وجراحة الأسنان.

## كليات الجناح العسكري
يضم الجناح العسكري الكليات التالية:
- كلية العلوم الشرطية
- كلية العلوم العسكرية
- كلية الأميرة منى للتمريض

### تخصصات كلية العلوم الشرطية
- القانون
- الإدارة
- الحاسوب
- المحاسبة
- اللغة الإنجليزية

### تخصصات كلية العلوم العسكرية
- التاريخ
- الرياضيات
- اللغة الإنجليزية
- الإدارة العامة
- قانون الجيش
- المحاسبة
- الجغرافيا
- علم الحاسوب

### تخصصات كلية الأميرة منى للتمريض
تحتوي الكلية على ثلاثة أقسام:
- قسم التمريض السريري
- قسم تمريض الأمومة والطفولة
- قسم تمريض صحة المجتمع

وتمنح الكلية البرامج التدريسية التالية:
- بكالوريوس تمريض
- الدبلوم العالي في التمريض/القِبالة
- برنامج التجسير لخريجي كلية الخدمات الطبية الملكية الدبلوم في التمريض المشارك (نظام السنتين)
- برنامج الماجستير في تمريض الأطفال

## روابط خارجية
- موقع الجامعة الإلكتروني